# Pino Imperatore
Pino Imperatore (Milano, 21 dicembre 1961) è uno scrittore, giornalista e umorista italiano.

## Biografia
Pino Imperatore è nato nel 1961 a Milano da genitori emigranti napoletani. Vive in Campania dall'infanzia.

### Gli anni della formazione e dell’impegno civile
Imperatore non ha ancora compiuto i due anni di età quando, nel 1963, i suoi genitori, che erano emigrati dalla provincia di Napoli a Milano per motivi di lavoro, tornano al Sud, nella loro cittadina natale: Mugnano di Napoli.
Qui Imperatore compie i suoi primi studi scolastici, poi frequenta a Napoli il liceo scientifico statale Vincenzo Cuoco, in cui si diploma nel 1979.
Già negli anni del liceo, grazie agli stimoli ricevuti da ottimi insegnanti di italiano, manifesta un forte interesse per la letteratura, la scrittura e le materie umanistiche: si formeranno in questo periodo le basi delle sue future attività giornalistiche e letterarie.
Nel 1982 si iscrive alla Facoltà di Scienze Politiche dell’Università degli Studi di Napoli Federico II, dove si laureerà nel 1986 con una tesi sul filosofo francese Michel Foucault.
All’inizio del 1985 frequenta a Napoli un corso di giornalismo diretto dal sociologo e docente universitario Amato Lamberti, fondatore dell’Osservatorio sulla Camorra, e coordinato da Giancarlo Siani, giovane cronista del quotidiano Il Mattino.
Il 23 settembre dello stesso anno Siani viene ucciso a Napoli in un agguato di camorra. Il tragico episodio segna profondamente Imperatore, che in seguito ricorderà il giornalista nei suoi articoli, nei suoi libri e in numerosi incontri pubblici a favore della legalità e in memoria delle vittime innocenti del crimine.
Nel 1986 collabora per alcuni mesi con il quotidiano Il Giornale di Napoli. Viene notato dal quotidiano Il Mattino, lo stesso per il quale scriveva Giancarlo Siani, e ne entra a far parte come corrispondente. Per il maggiore organo d’informazione del Mezzogiorno scriverà fino al 1994 centinaia di articoli di cronaca e di costume.
Nel 1987 viene colpito da un nuovo doloroso evento: all’età di 54 anni, per una improvvisa crisi cardiaca, suo padre muore a Mugnano; è Imperatore ad assisterlo negli ultimi drammatici istanti.
L’anno successivo diventa giornalista pubblicista ed entra a far parte della redazione del settimanale Il Domani, per il quale si occupa per quattro anni di economia e spettacoli. Nel frattempo collabora con l’emittente televisiva Rete Più Italia e con il mensile La Voce della Campania.
Nel 1992 viene assunto dal Comune di Napoli: è l’occasione per rinsaldare l’amicizia e la collaborazione con Amato Lamberti, che nel 1994, dopo essere stato nominato assessore alla Normalità nella prima giunta Bassolino, lo chiama a far parte del suo staff. Con Lamberti coordina vari interventi a difesa dell’ambiente e iniziative pubbliche di prevenzione di fenomeni illegali, tra cui la Consulta Anticamorra, la Linea Antiusura e la Cassetta Anticamorra; quest’ultima, fatta installare da Lamberti accanto all’ingresso di Palazzo San Giacomo, sede del municipio di Napoli, viene utilizzata per raccogliere migliaia di denunce dei cittadini, che vengono poi smistate alla magistratura e alle forze dell’ordine.
Il 1994 è anche l’anno del Summit G7 a Napoli, e Imperatore diventa componente del gruppo di lavoro impegnato nella preparazione e realizzazione dell’evento.
La sua carriera all’interno del Comune di Napoli lo porterà nel 2003 a diventare dirigente e a guidare settori strategici della macchina amministrativa partenopea: dai grandi eventi alla programmazione culturale, dalla comunicazione istituzionale alle politiche giovanili, dalle pari opportunità alle nuove sfide del web, fino alla carica di direttore generale, ricoperta per alcuni mesi nel 2021.
Nel 1995 viene eletto consigliere comunale a Mugnano di Napoli. Ricopre l’incarico per due anni, durante i quali presiede la commissione consiliare Trasparenza e Legalità.

### La svolta comico-umoristica
Nella seconda metà degli anni Novanta Imperatore frequenta assiduamente a Napoli gli ambienti del cabaret e del teatro comico e recita come attore amatoriale nel trio comico I Saltimbanchi, di cui è anche autore dei testi.
Nel 2001 partecipa con l’opera In principio era il verbo, poi vennero il soggetto e il complemento al premio Massimo Troisi, organizzato a San Giorgio a Cremano, cittadina natale dell’attore, regista e sceneggiatore scomparso nel 1994. Il testo si aggiudica il primo posto nella sezione Migliore Scrittura Comica e viene pubblicato dall'editore Colonnese di Napoli.
È la svolta. Da questo momento Imperatore orienterà tutta la sua produzione letteraria verso la narrazione comica e umoristica.
Nello stesso anno fonda a Napoli il Laboratorio di scrittura comica e umoristica Achille Campanile, unico nel suo genere in Italia. Due anni dopo chiama ad affiancarlo nella conduzione il ludolinguista Edgardo Bellini, campione italiano di Giochi di Parole.
Nel 2003 si trasferisce ad Aversa e collabora ai testi della trasmissione televisiva comica Bulldozer, in onda su Rai 2.
Fra il 2004 e il 2005 collabora con il TAM Tunnel Comedy Club di Napoli, dove partecipa al coordinamento delle attività del Laboratorio di cabaret Zelig-Tunnel.
Nel 2004 pubblica Un anno strano a Roccapeppa - Paradossali e buffe cronache dalla capitale di Parthenopia, opera composta di 365 notizie inventate che mettono a nudo fatti e misfatti della società contemporanea, cogliendone i lati più curiosi e divertenti.
Nel 2005 viene nominato responsabile della sezione Migliore Scrittura Comica del premio Massimo Troisi, la stessa in cui ha ottenuto il primo premio nel 2001. Conserverà l’incarico fino al 2011, organizzando reading, incontri con scrittori e attori, spettacoli umoristici ed eventi di promozione della comicità d’autore. Dopo una pausa di sei anni, il premio riprende le proprie attività nel 2017, e a Imperatore viene rinnovato l'incarico.
Il 2007 è l'anno della Trilogia del Buonumore, composta dalle opere La catena di Santo Gnomo, Manteniamo la salma e Questo pazzo pazzo pazzo mondo animale. I tre libri vengono pubblicati contemporaneamente: un record che attira l’attenzione dell’organizzazione londinese che gestisce il Guinness World Records.
Nel 2008 esce De vulgari cazzimma - I mille volti della bastardaggine, con cui Imperatore analizza, mediante numerosi esempi e aneddoti, i significati, le implicazioni e le manifestazioni di uno dei vocaboli più diffusi nella lingua napoletana.
Nel 2009 fonda a Napoli il GULP (Gruppo Umoristi Ludici Postmoderni), con l’intento di diffondere e valorizzare l’umorismo di qualità in vari ambiti culturali. Sotto questa sigla vengono pubblicate le antologie umoristiche Aggiungi un porco a favola e Se mi lasci, non male, alla cui stesura partecipano più di cinquanta autori.

### Fra ilrealismo comicoe una camorra tutta da ridere: gliEsposito
Nel 2012 Imperatore pubblica con l’editore Giunti il romanzo Benvenuti in casa Esposito – Le avventure tragicomiche di una famiglia camorrista. Protagonista dell’opera è Tonino Esposito, orfano di un boss della camorra, che vive con la sua famiglia allargata a Napoli, nel rione Sanità. Tonino riceve dal clan un sussidio mensile e potrebbe vivere di rendita; invece si intestardisce a voler imitare le gesta paterne, senza riuscirvi. Perché è goffo, sfigato, arruffone, incapace di difendersi. Un antieroe tragicomico e decadente, che tra incubi e visioni, ingenuità e imbranataggini, ne combina di tutti i colori. E quando non ce la fa più, quando tutto e tutti si accaniscono contro di lui, va nell’antico Cimitero delle Fontanelle a conversare con il teschio del Capitano, che secondo la leggenda è appartenuto a un ufficiale spagnolo.
Attorno a Tonino si muovono molti personaggi memorabili, fra cui: la moglie Patrizia, procace e autoritaria; il suocero Gaetano, uomo saggio e burlesco; i figli Genny e Tina, tanto indifesi quanto ribelli; il malavitoso Pietro ’o Tarramoto con i suoi scagnozzi Tatore Mezarecchia e Ciruzzo ’o Schiattamuorto; padre Francesco, giovane parroco anticamorra. Non mancano due animali domestici quasi umani: Sansone l’iguana e Giggetto il coniglio.
Facendo leva su una trama ricca di episodi esilaranti e disavventure al limite dell’assurdo, l’opera mostra uno spaccato divertente e allo stesso tempo crudele della Napoli contemporanea. In Benvenuti in casa Esposito l’ironia viene utilizzata dall’autore per evidenziare tutti gli aspetti più ridicoli della camorra: un modo nuovo di raccontare e denunciare la criminalità, che viene apprezzato sia dal pubblico che dalla critica.
Grazie al passaparola fra i lettori, l’opera diventa un best seller ed entra nella classifica dei libri di narrativa italiana più venduti nel 2012. Viene adottata da scuole, associazioni antimafia, comitati civici e gruppi che si battono per la legalità. Riceve i premi Città di Latiano, Umberto Domina, Perelà e Giancarlo Siani. Nel 2021 viene pubblicata da GoodMood in versione audiobook letta da Dario Agrillo.
Nel 2013 arriva nelle librerie il sequel: Bentornati in casa Esposito – Un nuovo anno tragicomico. Il romanzo, che l’autore dedica alle vittime innocenti della criminalità, conserva la grande carica comica di Benvenuti in casa Esposito ma ne accentua i tratti cupi, dolenti e introspettivi, presentando un’articolata evoluzione dei personaggi e una scrittura più matura e consapevole. Tutti i nodi della trama lasciati in sospeso nel primo libro vengono qui sciolti, fino a confluire in un drammatico epilogo.
Il libro si aggiudica il premio Costa d’Amalfi Libri e fa maturare in Imperatore l’idea di realizzare un adattamento teatrale. Nasce così la commedia Benvenuti in casa Esposito, che Imperatore scrive con gli attori comici Alessandro Siani e Paolo Caiazzo. La pièce, liberamente ispirata ai due romanzi, va in scena dal 2014 al 2016 in molti teatri italiani, fra cui l'Augusteo (in cui viene proposta in abbonamento per due stagioni consecutive), il Sannazaro e il Sala Umberto, ottenendo ovunque il sold out e raggiungendo la cifra complessiva di centomila spettatori.
Il 23 settembre 2021 arriva nelle sale cinematografiche il film Benvenuti in casa Esposito, liberamente tratto dal romanzo.
Nel 2022 il romanzo Bentornati in casa Esposito viene pubblicato da GoodMood in versione audiobook letta da Dario Agrillo.
Nella primavera del 2025 la commedia Benvenuti in casa Esposito torna in scena in una versione aggiornata, con la regia di Alessandro Siani e l'attore Giovanni Esposito nelle vesti di protagonista. La tournée tocca molte città italiane, tra cui Roma (teatro Ambra Jovinelli), Napoli (teatro Diana), Torino (teatro Gioiello), Bologna (teatro Celebrazioni), Cosenza (teatro Rendano), Crotone (teatro Apollo), Avellino (multisala Partenio) e Foggia (teatro del Fuoco), registrando molti giudizi lusinghieri

### La scuola e i giovani
Nel 2014 Imperatore pubblica con Mondadori, in collaborazione con Nando Mormone, l’antologia Capita solo a Napoli, che raccoglie battute, aforismi, freddure, proverbi, riflessioni e testimonianze made in Naples: un tributo al grande talento comico che Napoli ha saputo esprimere durante tutta la sua storia.
Nel 2015 è la volta di Questa scuola non è un albergo, un romanzo di formazione che ha per protagonista un diciottenne napoletano, Angelo D’Amore, che vive nel quartiere di San Giovanni a Teduccio e frequenta l’ultimo anno di un istituto alberghiero intitolato a Lucio Licinio Lucullo. Angelo racconta in prima persona le sue vicende scolastiche e familiari, contrassegnate da molti episodi divertenti e dalla presenza di personaggi estroversi e bislacchi, fra i quali: Gioia, sorellina geniale di Angelo; Cico, un pappagallo cenerino parlante; lo studente Alfonso Attanasio detto ’o Muscio; la bella e preparata docente Fiorella Romano, di cui Angelo platonicamente si innamora; Pinuccio ’o Scienziato, secchione in tutte le materie scientifiche; Giggino ’a Lente, che primeggia nelle materie umanistiche ed è convinto che gli alieni verranno a rapirlo; Maria Peppa Pig, studentessa che ama il cibo più di ogni altra cosa; Amalia ’a Spiona, pettegola e iettatrice; Federico Bombolone, teppistello della scuola.
Questa scuola non è un albergo si muove su un registro comico e allo stesso tempo emozionale, e cela nel suo nucleo narrativo un mistero: la madre di Angelo è annegata durante una gita in barca col marito, e l’uomo non ha mai voluto raccontare i particolari della tragedia. Angelo conoscerà la verità solo nel finale del libro, in un crescendo di rivelazioni e colpi di scena.
Il libro vince il premio Megaris e viene adottato da molti istituti scolastici.
Alla fine del 2015 Imperatore esordisce alla regia con lo spettacolo Anime del Sud, in scena al teatro Sannazaro di Napoli sotto la supervisione di Alessandro Siani.
Nel 2016 scrive il prologo e l’epilogo dello spettacolo teatrale Regine, interpretato da Rosaria De Cicco, per la regia di Giuseppe Bucci.
Nello stesso anno arriva un altro libro che ha per protagonista un ragazzo napoletano: Sei personaggi in cerca di Totore, scritto da Imperatore a quattro mani con l’autrice napoletana Francesca Gerla. L’opera, il cui titolo riprende quello del dramma Sei personaggi in cerca d’autore di Luigi Pirandello, ruota attorno alla figura del ventenne Totore Formisano, che causa un grave incidente stradale in cui restano coinvolte sei persone e poi scompare. Nei primi sei capitoli dell’opera le vittime dell’incidente raccontano in prima persona quanto è accaduto; ogni versione differisce dall’altra per vari particolari; nei loro monologhi, i sei rivelano i loro rapporti conflittuali con Totore; tutti sono alla sua ricerca per fargliela pagare. Nel settimo capitolo compare Totore, che con la propria verità ribalta tutte le versioni precedenti. Nell’ottavo capitolo, a sorpresa, compare Cesare, un piccione viaggiatore che ha osservato dall’alto l’incidente e lo racconta a modo suo.

### Tre kamikaze a Napoli
Nel 2017 Imperatore pubblica con Mondadori il suo quarto romanzo, Allah, san Gennaro e i tre kamikaze, in cui affronta una tematica scottante: il terrorismo islamico.
I protagonisti della storia sono Salim, Feisal e Amira, tre giovani aspiranti terroristi che vengono inviati a Napoli per organizzare attentati kamikaze. Ognuno di loro ha il compito di individuare un bersaglio sensibile da colpire; Salim si occupa dei mezzi di trasporto (stazioni ferroviarie, metropolitane, traghetti), Feisal passa in rassegna musei, chiese e monumenti, mentre ad Amira tocca il compito apparentemente più semplice: bazzicare i locali della movida e osservare le abitudini dei residenti e dei turisti. Una volta fissati gli obiettivi, agiranno insieme. Ma i tre hanno sottovalutato Napoli, che manda sistematicamente a monte i loro piani: scioperi improvvisi, tifosi inviperiti, gabbiani prepotenti, vicine di casa procaci quanto disinibite, filosofi da metrò e, su tutto, le prodigiose liquefazioni del sangue di san Gennaro.
Un romanzo coraggioso e attuale, una commedia divertente e dissacrante che racconta l’importanza dell’integrazione e della tolleranza, contrapponendo al fanatismo e all’odio le armi irrinunciabili dell’umorismo e dell’ironia.
Al libro vengono attribuiti vari premi letterari: Anfiteatro d'Argento; Logos Cultura Città di Cattolica; Val di Magra - Roberto Micheloni; Albiatum; Santucce Storm Festival.
Nel 2019 la Mondadori lo ripubblica nella prestigiosa collana Oscar Bestsellers.

### Caccia all'assassino
Nel 2018 Imperatore pubblica con De Agostini il romanzo Aglio, olio e assassino, un poliziesco ricco di episodi umoristici.
La storia è ambientata nell'affascinante quartiere napoletano di Mergellina, dove Francesco e Peppe Vitiello gestiscono una premiata dedicata alla sirena Parthenope, dispensando buoni piatti e aneddoti ancor più saporiti. L’ispettore di polizia Gianni Scapece, amante della cucina non meno che delle donne, lavora nel commissariato appena aperto di fronte al locale e dove si racconta che viva il fantasma di una vedova allegra. Per lui è un ritorno a casa, perché in quel quartiere ci è nato, e nell'ospitalità dei Vitiello ritrova il calore e la veracità che aveva perduto. Nelle settimane che precedono il Natale, però, Napoli è scossa dall'omicidio di un ragazzo, il cui corpo viene letteralmente “condito” dall’assassino con aglio, olio e peperoncino. Perché un rituale così macabro? Quale messaggio nasconde? Per trovare la risposta, l’ispettore dovrà scavare tra simboli, leggende e credenze della cultura partenopea, aiutato dalla tenacia del suo capo, il commissario Carlo Improta, e dalle scoppiettanti intuizioni dei Vitiello.
Un romanzo in cui Imperatore, viaggiando fra sacro e profano e mescolando con sapienza la commedia e l’indagine poliziesca, dirige un formidabile coro di passioni e allegria, di bassezze e colpi di genio. Un’avvincente corsa contro il tempo, con uno straordinario, pirotecnico finale.
Grazie al libro, Imperatore riceve il premio Scrittori di Gusto 2018 e il premio Com&Te 2019.
Nel luglio 2019 il romanzo viene ripubblicato in formato tascabile e messo in vendita in tutte le edicole italiane in allegato al quotidiano Il Sole 24 Ore.
Nel 2020 viene pubblicato da GoodMood in versione audiobook letta da Dario Agrillo.
Nel 2021 viene pubblicato in traduzione spagnola con il titolo El asesino en su salsa dalla casa editrice argentina Edhasa e in traduzione bulgara dalla casa editrice Art Eternal.

### Miserie morali e nobiltà
Nel 2019 Imperatore fa tornare in scena i protagonisti di Aglio, olio e assassino in un nuovo romanzo, Con tanto affetto ti ammazzerò, pubblicato da De Agostini.
La trama stavolta ha inizio a Villa Roccaromana, una delle dimore marine più affascinanti di Posillipo, dove si festeggia il novantesimo compleanno della baronessa Elena De Flavis, la cui nobiltà d’animo è riconosciuta in tutta Napoli. L’ispettore Gianni Scapece, tra gli invitati insieme al commissario Carlo Improta, si gode la serata e la conoscenza di Naomi, incantevole nipote della padrona di casa. Tutto scorre con piacevolezza finché qualcuno decide di mettere in scena il finimondo: proprio quando un tenore attacca a cantare Nessun dorma, molti dei presenti iniziano a perdere i sensi, uno dopo l’altro. Nella gran confusione che segue, la baronessa scompare insieme al suo maggiordomo cingalese Kiribaba. Un rapimento? Un suicidio? Un tragico incidente? Il mistero prende una brutta piega quando Scapece e Improta incontrano i tre figli della baronessa, per nulla sconvolti dall’accaduto e interessati piuttosto alla spartizione dell’eredità. È l’inizio di una complicata indagine tra i rancori, le gelosie e le meschinità che a volte distruggono i legami familiari; ma per fortuna l’ispettore e il commissario saranno spalleggiati da un’altra famiglia, quella dei Vitiello e della trattoria Parthenope, fonte inesauribile di buonumore e di trovate geniali.
In un susseguirsi di colpi di scena ed episodi esilaranti, Pino Imperatore conduce i lettori in una vicenda emblematica di ciò che può diventare la vita: una delizia, se trascorsa con chi amiamo e facendo del bene al prossimo, o un inferno, se ci lasciamo avvelenare dal denaro e dall’egoismo.
Al romanzo viene attribuito il premio Vercelli in bionda e il premio di letteratura umoristica Umberto Domina.
Nell'agosto 2019 viene ripubblicato in formato tascabile e messo in vendita in tutte le edicole italiane in allegato al quotidiano Il Sole 24 Ore.
Nel 2020 viene pubblicato da GoodMood in versione audiobook letta da Dario Agrillo.

### Il ritorno degli Esposito
Nel 2021, poco prima di trasferirsi a Quarto, Imperatore pubblica, con la casa editrice Salani, Tutti matti per gli Esposito, terzo romanzo della saga iniziata nel 2012. 
Stavolta la storia è ambientata nel 2020, anno della comparsa del Covid. La trama dà una risposta a vari quesiti rimasti in sospeso nel finale di Bentornati in casa Esposito e traccia nuovi sviluppi narrativi legati soprattutto alle disavventure del personaggio principale, Tonino Esposito, che finisce nei pasticci commettendo sbagli peggiori di quelli del passato, tanto da diventare il delinquente più maldestro e inadeguato della storia della camorra. Per una serie di circostanze rocambolesche Tonino assume l’incarico di reggente di un clan malavitoso e causa guai a catena, attirando su di sé le ire vendicative di feroci criminali. Il libro conferma la grande capacità di Imperatore di unire, tramite l'umorismo, l'allegria all'amarezza, con il risultato di far ridere delle debolezze e delle assurdità umane.
Nel 2022 il romanzo è stato pubblicato da GoodMood in versione audiobook letta da Dario Agrillo.

### Virgilio detective
Nel 2024 Imperatore torna in libreria con il romanzo I demoni di Pausilypon, edito dalla casa editrice HarperCollins. 
Protagonista del libro è il grande poeta latino Publio Virgilio Marone, che agisce nelle inedite vesti di indagatore.
La storia è ambientata a Neapolis nel 22 a.C. Dalla vasca delle murene di una lussuosa villa situata nella meravigliosa località di Pausilypon affiora una carcassa umana. È del ricco e spregevole eques romano Lucio Popilio Lepido, ospite del proprietario della villa, il cavaliere Publio Vedio Pollione, più feroce del morto. Pollione e Lepido non sono gli unici equites di Pausilypon: altri cinque loro sodali, con cui hanno sancito un patto segreto, si sono dati appuntamento nella dimora per un simposio. A pochi giorni – non è un caso – dall’arrivo in città dell’imperatore Augusto. Accanto al corpo di Lepido, un messaggio oscuro. Una minaccia? Un avvertimento? È possibile che l’assassino non voglia fermarsi? E chi può essere il nemico degli equites? Un avversario politico? O uno degli schiavi trattati come bestie? Pollione ha un’idea: rivolgersi al più grande poeta di Roma, il vate Virgilio, che a Neapolis sta componendo gli ultimi libri dell’Eneide. E Virgilio accetta di indagare, con i suoi inseparabili collaboratori: lo scriba Proculo e la domestica Petelia. Sarà un viaggio nei misteri e nelle spietate lotte di potere dell'antica Roma, che si concluderà con un inaspettato e sconvolgente finale.
Al romanzo, che è stato pubblicato anche in versione audiobook in esclusiva Audible letta da Dimitri Riccio, è stato attribuito il premio Publio Virgilio Marone.

## Romanzi
- Benvenuti in casa Esposito, Giunti, 2012.
- Bentornati in casa Esposito, Giunti, 2013.
- Questa scuola non è un albergo, Giunti, 2015.
- Allah, san Gennaro e i tre kamikaze, Mondadori, 2017.
- Aglio, olio e assassino, De Agostini, 2018.
- Con tanto affetto ti ammazzerò, De Agostini, 2019.
- Tutti matti per gli Esposito, Salani, 2021.
- I demoni di Pausilypon, HarperCollins, 2024.

## Opere umoristiche e comiche
- In principio era il Verbo, poi vennero il soggetto e il complemento, Colonnese, 2001.
- Un anno strano a Roccapeppa, Kairós, 2004.
- Quel sacripante del grafico si è scordato il titolo, Graus e Boniello, 2005, antologia a cura di Pino Imperatore e Edgardo Bellini.
- La catena di Santo Gnomo, Cento Autori, 2007.
- Manteniamo la salma, Cento Autori, 2007.
- Questo pazzo pazzo pazzo mondo animale, Cento Autori, 2007.
- De vulgari cazzimma - I mille volti della bastardaggine, Cento Autori, 2008.
- Tutti a posto e niente in ordine, Boopen Led, 2009.
- Aggiungi un porco a favola, Kairós, 2010, antologia a cura di Pino Imperatore e Edgardo Bellini.
- Capita solo a Napoli, Mondadori, 2014, antologia a cura di Pino Imperatore e Nando Mormone.
- Sei personaggi in cerca di Totore, Homo Scrivens, 2016, opera comica scritta con Francesca Gerla.

## Opere teatrali
- Benvenuti in casa Esposito, commedia scritta da Pino Imperatore, Alessandro Siani e Paolo Caiazzo.
- Anime del Sud (regia), spettacolo scritto da Pino Imperatore, Alessandro Siani e Ciro Giustiniani.
- Regine, spettacolo scritto da Pino Imperatore, Francesca Gerla, Chiara Tortorelli e Arnolfo Petri.

## Cinema
- Benvenuti in casa Esposito (2021), film liberamente tratto dall'omonimo romanzo di Pino Imperatore. Sceneggiatura e regia: Gianluca Ansanelli. Produzione: Bartlebyfilm, Run Film e Buona Luna in collaborazione con Sky. Cast: Giovanni Esposito, Antonia Truppo, Francesco Di Leva, Nunzia Schiano, Salvatore Misticone, Antonio Orefice, Elisabetta Pedrazzi, Gennaro Silvestro, Naomi Piscopo, Gianni Ferreri, Peppe Lanzetta, Genny Guazzo, Olga Balan, Gennaro Di Biase, Emanuele Vicorito, Gigi Savoia, Francesco Procopio. Distribuzione: Vision Distribution.

## Audiolibri
- Aglio, olio e assassino, GoodMood, 2020.
- Con tanto affetto ti ammazzerò, GoodMood, 2020.
- Benvenuti in casa Esposito, GoodMood, 2021.
- Bentornati in casa Esposito, GoodMood, 2022.
- Tutti matti per gli Esposito, GoodMood, 2022.
- I demoni di Pausilypon, Audible, 2024.

## Racconti
- Il concorrente, pubblicato in I racconti di Sisifo, antologia a cura di Antonio Pennacchi, L’Argonauta, 2002, e in Nuovi Argomenti n. 18, Mondadori, 2002.
- Un caffè corretto, pubblicato in Tangram n. 7, rivista di cultura ludica, 2004.
- La prolusione del Bombò, pubblicato in Vedi Napoli e poi scrivi, antologia a cura di Aldo Putignano, Kairós, 2005.
- Le lame del carnefice, pubblicato in San Gennoir, antologia a cura di Gennaro Chierchia, Kairós, 2006.
- Spippolo, pubblicato nell’antologia Scrivere è viaggiare, Full Color Sound, 2006.
- Una valente docente supplente di matematica, pubblicato in Scooter, antologia a cura di Elena Grande, Albus edizioni, 2007.
- Le mirabolanti avventure del Gladiator Posillipo, Cento Autori, 2007.
- All’uopo mi licenzio, pubblicato in Lavoro in corso, antologia a cura di Gennaro Chierchia, Albus edizioni, 2008.
- Sette squisiti salami, pubblicato in Tangram n. 19, rivista di cultura ludica, 2008.
- Non c’è più il sangue di una volta, pubblicato in Se mi lasci, non male – Penne d’amor perdute, antologia a cura di Gianni Puca, Kairós, 2010.
- Io sono solo una bambina, pubblicato in Storie di ragazzi tra legalità e camorra, antologia a cura di Luigi Merola, Guida, 2014.
- Un paradiso di sorrisi, pubblicato in Scrittori per Eduardo, antologia a cura di Patricia Bianchi, Edizioni Scientifiche Italiane, 2014.
- ’O mandrillo, pubblicato in Io è un’altra – Cose che le donne non dicono di Anna Barbato, Ad Est dell’Equatore, 2014.
- Tatonno ’o puorco, pubblicato in La zona grigia – Scrittori per la legalità, antologia a cura di Patricia Bianchi, Guida, 2014.
- Lo iettatore che non sapeva di esserlo, pubblicato in Caffè di Napoli, antologia a cura di Piero Antonio Toma, Compagnia dei Trovatori, 2015.
- Bibbia - Genesi, pubblicato in Scrittori in viaggio con i classici, antologia a cura di Giuseppina Scognamiglio, Guida, 2015.
- Alfredo, Pancrazio e il mare di Napoli, pubblicato nell'antologia Il mare bagna ancora Napoli, Self, 2017.
- Il ritorno dell'Esile, pubblicato nell'antologia Il ritorno degli esuli, Betti editrice, 2017.
- Joe Sfogliatella, pubblicato in Sfogliate, sfogliatelle e altri racconti, antologia a cura di Piero Antonio Toma, Compagnia dei Trovatori, 2017.
- Ai miei assassini, pubblicato in Un giorno per la memoria, antologia a cura di Anna Copertino, Homo Scrivens, 2018.

## Letteratura per l'infanzia
- Quando un bambino legge, Edizioni Primavera, 2018, opera realizzata con le illustrazioni di Alessandro Di Sorbo.

## Premi e riconoscimenti
- Antonio De Curtis (Salerno, 2000)
- Parole di carta (Roma, 2001)
- Massimo Troisi (San Giorgio a Cremano, 2001)
- D’Annunzio & Michetti (Pescara, 2002)
- Silarus (Battipaglia, 2002)
- Brontolo (Salerno, 2002)
- Una piazza, un racconto (Napoli, 2002)
- Abitando il racconto (Acerenza, 2003)
- Terra di nessuno (Sant’Arcangelo di Romagna, 2003)
- Mai detto, m’hai detto (Porto San Giorgio, 2005)
- Ettore Ottaviano (Rocca d’Arazzo, 2007)
- Città di Latiano - Adotta un esordiente (Latiano, 2012)
- Umberto Domina (Enna, 2012 e 2023)
- Giancarlo Siani (Napoli, 2012)
- Costa d’Amalfi Libri (Minori, 2013)
- Perelà (Napoli, 2013)
- Ritratti di Territorio (Pagani, 2014)
- Il Candelaio (Nola, 2015)
- Non Tacerò Social Fest (Caivano, 2016)
- Sublimitas (Ariano Irpino, 2016)
- Napoli Cultural Classic (Nola, 2016)
- Contursi Terme – La Valle del Benessere (Contursi Terme, 2016)
- Città di Palinuro (Palinuro, 2016)
- Megaris (Napoli, 2016)
- Anfiteatro d'Argento (Avella, 2018)
- Scrittori di Gusto (Bologna, 2018)
- Vercelli in bionda (Vercelli, 2019)
- Com&Te (Cava de' Tirreni, 2019)
- Logos Cultura Città di Cattolica (Cattolica, 2020)
- Val di Magra - Roberto Micheloni (Aulla, 2020)
- Albiatum (Albiate, 2021)
- La Terza Napoli - La città che eccelle (Napoli, 2022)
- Cattel (Sapri, 2023)
- Santucce Storm Festival (Castiglion Fiorentino, 2023)
- Carpine Visciano Festival (Visciano, 2024)
- Publio Virgilio Marone (Pozzuoli, 2024)